# Gura Vadului (gmina)
Gura Vadului – gmina w Rumunii, w okręgu Prahova. Obejmuje miejscowości Gura Vadului, Perșunari i Tohani. W 2011 roku liczyła 2285 mieszkańców.